# Bea-Marie Rück
Bea-Marie Rück (* 9. März 1982 in Hamburg) ist eine deutsche Schauspielerin, Moderatorin und Regisseurin.

## Leben
Bea-Marie Rück erhielt eine klassische Ballettausbildung und stand 1994 in ihrer ersten Hauptrolle als Ronja Räubertochter (Das Musical) auf der Bühne des CCHs.
Sie lebt in Berlin und engagiert sich ehrenamtlich für den WWF, SaveJapanDolphines.org und die Stiftung Gute-Tat.de.

## Karriere
Bereits während ihrer Schulzeit am Helene-Lange-Gymnasium (Hamburg) begann Rück Theater zu spielen. Nach ihrem Abitur studierte sie zuerst Mesoamerikanistik und Theologie an der Uni Hamburg, bevor sie 2003 ihre Schauspielausbildung an der Theaterakademie Vorpommern in Zinnowitz begann. Während dieser Ausbildung spielte sie in zahlreichen Produktionen am Theater Vorpommern und der Vorpommerschen Landesbühne, wo sie von 2006 bis 2008 ihr erstes Festengagement hatte.
Es folgten Engagements in der Brotfabrik (Berlin) (2010–2011), im Heimathafen Neukölln (2011–2012), im English Theatre Berlin (2013), so wie im Zimmer 16 - Camera dell' Arte (2012–2013).
Rück spielte auf der Theaterbühne ein breites Repertoire, das Komödien von William Shakespeare, Autoren der Weimarer Klassik und Romantik, aber auch Stücke der Jahrhundertwende, der Moderne und des zeitgenössischen Theaters umfasste.
Zu ihren Bühnenrollen gehörten unter anderem: Danila Dunderfeld in dem Musical KICK. (2005, Theater Vorpommern), der Narr in William Shakespears Was ihr wollt (2006, Vorpommersche Landesbühne), die Köchin Kristin in Strindbergs Fräulein Julie (2007, Vorpommersche Landesbühne), die Plorösenmietze in Der Hauptmann von Köpenick (Zuckmayer) (2007, Vorpommersche Landesbühne), die niederträchtige Gräfin Lavinia bei den Vineta-Festspielen, die Wolfsmutter Raksha im Dschungelbuch (2008, Vorpommersche Landesbühne), Annabell bei dem Spektakel Novemberlichter (2009, Georgenkirche, Wismar), die Erzählerin im Live-Hörspiel Schwanensee Live (2010–2011, Tournee) und die kontrollsüchtige Perfektionistin Sabine in Simon Borowiaks Das Sofa.
2013 übernahm sie unter der Regie von André Bolouri die Rolle der Olympia in dem englischsprachigen Theaterstück Big Love von Charles L. Mee (English Theatre Berlin). Seit Ende 2014 gehört Bea-Marie zum Schauspielensemble Klassik am Meer, mit dem sie diesen Sommer in der Feldsteinkirche in Koserow auf der Bühne steht. In der Rolle der Gräfin Orsina aus Lessings Emilia Galotti kann man sie noch bis Mitte September 2015 auf der Bühne erleben.
Seit 2008 arbeitet Bea-Marie Rück auch als Regisseurin und Autorin für die Veranstaltungsagentur Carawane Team, mit der sie schon etliche Projekte realisierte, u. a. im Rahmen der Potsdamer Schlössernacht, dem Schwedenfest in Wismar, dem Krämerbrückenfest in Erfurt, der Langen Nacht des offenen Denkmals in Stralsund etc.
Sie leitet das Veranstaltungsensemble Alles & Mehr und ist außerdem festes Ensemblemitglied der Nordlicht Company Berlin.
Ihren ersten kleinen TV-Auftritt hatte Rück im Alter von 14 Jahren an der Seite von Cosma Shiva Hagen in dem Film Crash Kids (1996) unter der Regie von Petra Haffter. 10 Jahre später war sie dann in einer Nebenrolle unter der Regie von Uwe Janson in dem Film Peer Gynt zu sehen. 2010 spielte sie an der Seite von Benno Fürmann in dem TV-Zweiteiler Die Grenze, unter der Regie von Roland Suso Richter. Seit 2006 spielte sie auch in unzähligen Studenten- und Kurzfilmen mit.

## Filmografie (Auswahl)

### Schauspiel
- 1996: Crash Kids
- 2006: Peer Gynt
- 2008: Letter to 1914
- 2009: Sommerglühen
- 2009: Appleseed (Kurzfilm)
- 2010: Liebe auf dem Bauernhof
- 2010: Foreigners
- 2010: Vertrauen ist gut, Kontrolle ist besser (Kurzfilm)
- 2010: Die Grenze
- 2010: Roadkill (Kurzfilm)
- 2011: BULL - Kings of Headline (Sitcom)[7]
- 2012: 3 Bänker, ein Strick und die große Pleite (Sitcom)
- 2012: Der Wald hängt voller Geigen (Kurzfilm)
- 2013: Plattformer (Kurzfilm)
- 2013: Eat My Shorts (Kurzfilm)
- 2013: Sibylline (Kurzfilm)
- 2014: Red Dust
- 2014: Operation: Sunrise

### Regie
- 2010: Vertrauen ist gut, Kontrolle ist besser (Kurzfilm)
- 2011: Lukas & Anna (Freilichtbühne am Fürstenhof, Wismar)
- 2011: Seine Majestät ihro königliche Inspektion (Potsdamer Schlössernacht)
- 2012: Wo ist Luther? (Luthertage, Erfurt)
- 2012: Ärger mit Störtebeker (Freilichtbühne am Fürstenhof, Wismar)
- 2012: Jeder lebe nach seiner Façon! (Potsdamer Schlössernacht)
- 2012: Der Wald hängt voller Geigen (Kurzfilm, Co-Regie)
- 2013: Hänsel und Gretel 2.0 (Tournee)
- 2013: Wrangel - der ist schon wieder weg (Lange Nacht des offenen Denkmals, Stralsund)
- 2013: Das Unbequeme Denkmal (Eröffnungsfeier: Lange Nacht des offenen Denkmals, Erfurt)
- 2013: Eine handvoll Bilder (Potsdamer Schlössernacht)

### Moderation
- 2011: Schwanfrieds Rache (Heimathafen Neukölln)
- 2011: Mitarbeiterkonferenz Kommunikation (AWO Berlin)
- 2012: Mitarbeiterkonferenz Partizipation und demokratische Teilhabe (AWO Berlin)
- 2015: „Breaking the Walls“ ArcelorMittal, Berlin